# Barrio Amon

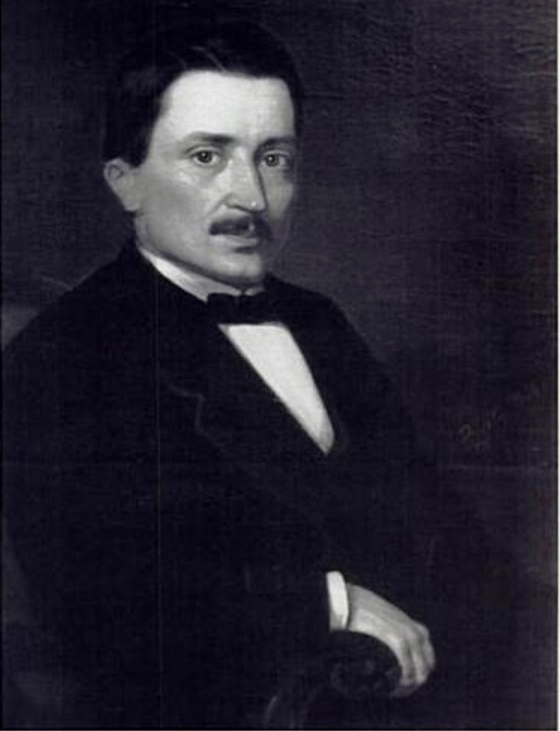
Portrait réalisé par Achilles Bigot d'Amon Fasileau-Duplantier, fondateur du quartier.

Le Quartier d'Amon en français, ou Barrio Amon, est un quartier de la Belle Époque situé à San José, capitale du Costa Rica. Il est l'un des six quartiers de l'arrondissement du Carmen, dans le secteur nord-est de la ville.  Premier quartier résidentiel moderne de la capitale, c'est un des quartiers historiques du centre-ville connu principalement par son élégante architecture de fin du XIXe siècle et du début XXe.
Le Barrio Amon est constitué de maisons et de bâtiments de divers styles: victorien, éclectique, néo-classique, neomudéjar et d'autres, cassant avec le schéma colonial de maisons d'adobe et bahareque lesquels dominaient auparavant de cette époque le paysage de San José.
Dans l'actualité, le Barrio Amon demeure encore un quartier résidentiel, bien qu'une grande part des anciens bâtiments et des maisons aient été convertis en bureaux, petits hôtels, boutiques d'antiquaires, cafés, bars, restaurants et clubs nocturnes, mais toujours en conservant l'élégance originale qui fit la renommée des lieux.

## Limites
Le quartier se trouve délimité de la façon suivante :
- Nord: Rivière Torres et avenue 13.
- Sud: avenue 7.
- Est: rue 9.
- Ouest: rue Alfredo Volio Jiménez.

## Histoire
La formation du quartier a été le fruit de l'accroissement de la ville de San José pendant la dernière décennie du XIXe siècle, comme conséquence d'une nouvelle organisation socio-spatial de la capitale costaricienne, alliée à la création de l'axe interurbain de la Rue de la Gare, ainsi qu'à d'autres endroits de plaisance et de loisir. Ce processus a été la conséquence de la richesse générée par le commerce international du café, grâce auquel San José s'est consolidé comme le centre politique, culturel, commercial, des services et des communications du pays, un mouvement engagé depuis le milieu du XIXe siècle avec l'aménagement des égouts, de l'éclairage publique, des transports et des postes télégraphiques.
La construction de la Rue de la Gare a été le résultat de la politique libérale qu’a gouverné le Costa Rica pendant cette époque, laquelle proposait une nouvelle conception de la bourgeoisie nationale ainsi que la consolidation du concept de la nation avec l'édification de monuments nationaux et la création de symboles civiques et patriotiques. Le choix de cet endroit a été motivé par l'existence de la gare ferroviaire de l'Atlantique qui marquait l'entrée principale à la ville. L'esthétique favorisait la création d'une promenade urbaine qui permît d'embellir la capitale en allant du Parc National jusqu'au Parc Morazán, les principaux espaces verts urbains de la ville. Le lieu devint l'axe de la vie urbaine avec la construction de divers bâtiments de grande importance, comme la Maison Jaune, le Bâtiment Métallique, le Temple de la Musique du Parc Morazán et le Parc Espagne face à l’Usine Nationale de Liqueurs. La Rue de la Gare, ornée par des arbres appelés en espagnol dama, ou cotelets en français, ainsi que fréquentée par les élégantes dames de la bourgeoisie, donna comme jeu de mots : Promenade des Dames. Tout ceci motiva la migration de figures de la politique, des personnalités nationales et étrangères avec l'intention de peupler les terrains proches à ce nouveau centre civique et culturel de la capitale costaricienne.
Le nom du quartier surgit à partir d'un entrepreneur originaire d'une notable famille de Bordeaux: Amon Fasileau-Duplantier, connu aussi localement comme Monsieur Amon, qu'immigra au Costa Rica au XIXe siècle. M. Amon était le beau-frère de l'entrepreneur français Hippolyte Tournon, ainsi que son fondé de pouvoir, représentant du bénéfice de café où se trouve aujourd'hui le Barrio Amon. Ces terrains avaient été acquis en 1864 par Tournon pour agrandir les propriétés envisagées pour le café, principal moteur de l'économie costaricienne de l'époque. En 1892, M. Amon proposa à la Municipalité de San José la création d'un quartier dans cette zone. En 1894, il signa finalement le contrat avec la Municipalité, et la zone fut connue ainsi sous le nom de son fondateur comme le Quartier d'Amon.
En 1897, le quartier fut divisé en lots et se peupla lors des trois premières décennies du XXe siècle, devenant le siège et le symbole de la bourgeoisie de la capitale. Il fut habité par des personnalités de la classe politique, des étrangers - principalement espagnols et allemands -, ainsi que des costariciens enrichis par le commerce du café, de la production de sucre, de la culture de la banane et d'autres. La création du quartier a signifié un changement dans la forme de colonisation de l'espace de la capitale, tourné vers la construction de quartiers exclusifs. le Quartier d'Amon devint ainsi le premier quartier résidentiel où habita la bourgeoisie du café de San José.

## Architecture
Les logements du Barrio Amon cassèrent avec la traditionnelle construction coloniale caractérisée par des maisons d'adobe, bahareque et tuiles typiques du San José du XIXe siècle. La différenciation s'appliqua aux façades car l'intérieur des logements, avec quelques exceptions, suivirent le style des maisons coloniales.
L'architecture du Barrio Amon exprime la richesse et l'ostentation de ses premiers habitants appartenant à la bourgeoisie : amples jardins, constructions éloignées des trottoirs et logements protégés par des grilles de fer qui marquent symboliquement ce distancement de la rue. Quatre styles sont prédominants: Éclectique, victorien, néo-classique et deuxième empire. Le style mudéjar se trouve aussi présent dans le logement connu comme le Château du Maure.

### Patrimoine du Barrio Amon
Beaucoup des bâtiments du Barrio Amon font aujourd'hui partie du patrimoine historique du Costa Rica.
| Image | Nom                                            | Styles Architecturaux | Description |
| ----- | ---------------------------------------------- | --------------------- | --- |
|       | Alliance Française                             | Néo-classique         | La construction de cette maison dans la limite sud du Barrio Amon a marqué le début du changement architectural urbanistique de cette partie de San José. Le bâtiment est fait avec des structures métalliques amenées de France, de Belgique et des États-Unis en 1890, compris le plafond, les colonnes, l'ornementation et les arcs. Aujourd'hui le bâtiment est le siège de l'Alliance Française à San José. Depuis 1965, cette association culturelle a son siège dans cette maison centenaire sur la rue 5 et l'avenue 7. Déclaré monument historique, L'Alliance Française est une association costaricienne à but non lucratif qui a comme objectifs l'enseignement du français, la diffusion de la culture française et l'échange culturel entre la France et le Costa Rica, entre autres. |
|       | Maison Alejo Aguilar Bolandi                   | Néo-colonial          | Bâtie en 1920 par le cafetalero Alejo Aguilar Bolandi, la maison a appartenu dans le passé à la famille de l'ancien président et Prix Nobel de la Paix Óscar Arias Sánchez. C'est actuellement un hôtel et club nocturne dirigé à des étrangers. Il occupe 872 m2 de surface, conserve ses caractéristiques originales depuis sa construction, il a un jardin frontal et des corridors avec balustrade, arcs, plafond de tuile, colonnes de bois, et une tour. Dans le contour de la tour, un balcon avec des grilles de fer forgé couronne le logement. |
|       | Maison du Général José Joaquín Tinoco Granados | Victorien             | Dans ce logement a habité José Joaquín Tinoco Granados, Ministre de Guerre du pays pendant la dictature de son frère Federico Tinoco Granados (1917-1919). Considéré comme le véritable homme fort de ce régime, il fut assassiné à proximité de la maison. Bien que son style est victorien, la maison est bâtie avec bahareque et son intérieur en bois. Elle a été édifiée en 1910. Elle se place dans l'avenue 9 et la rue 3, elle se caractérise par la profusion du décor des cadres des fenêtres et de son ornementation, autant en bois comme en métal, arcs, colonnes et spécialement dans le fronton du bay window qui se dresse au coin. |
|       | Maison Huete Quirós                            | Victorien             | Bâtie en 1912 par Rafael Huete Quirós et son épouse Amelia Quirós Alvarado, elle se trouve placée entre avenue 9 et rues 1 et 3. En 1938, le reconnu architecte et peintre costaricien Teodorico Quirós Alvarado a érigé un département à l'ouest de l'édification, sur le garage, et il l'a intégré dans sa façade. La demeure se trouve placée à côté de la Maison de Joaquín Tinoco, avec laquelle elle forme une unité architecturale en étant les deux de forte influence victorienne. Les deux logements possèdent un corridor frontal, ainsi qu'une cour intérieure. L'édifice est patrimoine architectural du pays depuis 2012. |
|       | Maison de Mariano Álvarez Mengar               | Mudéjar               | Bâtie en 1910 par le vicecónsul espagnol Mariano Álvarez Mengar, elle se caractérise par ses murs de brique et ses arcs de moyen point d'influence arabesque. |
|       | Maison de Mario González Feo                   | Victorien             | Ce logement a appartenu à l'écrivain Mario González Feo. On distingue deux moments constructifs: une première phase d'architecture victorienne et une seconde de briques rouges. La demeure conserve des éléments décoratifs intéressants comme des scènes de Don Quichotte, peintures murales qui reproduisent les fresques du Giotto, œuvres de Francisco Amighetti, peintures de Gonzalo Morales Alvarado et des vitraux de Luisa González. La demeure est patrimoine historique depuis 1998. |
|       | Maison Obregón Loría                           | Créole                | Elle a appartenu à la famille Obregón Loría, laquelle a donné au pays des historiens d'ample trajectoire comme Rafael Obregón Loría et Clotilde Obregón Quesada. La maison a été bâtie en 1910 par l'architecte italien Adriano Arie Vaselli. Faite de brique rouge, elle possède une cour centrale. La façade rappelle l'héritage colonial: porte centrale avec deux fenêtres à chaque côté, édifié avec vue directe sur le trottoir, avec des décors sur les fenêtres et les murs, faites aussi par Arie Vaselli. |
|       | Maison 927                                     | Néo-classique         | Placée entre la rue 3 et l'avenue 11. Bâtie en 1940 en béton, c'est un logement avec deux appartements, peu représentatifs à Barrio Amon. Au coin, Peinte de couleur blanche, elle possède une tour centrale à l'entrée, où l'on distingue deux jeux de colonnes de style classique à chaque côté de la porte principale. À la place se trouve aujourd'hui une galerie d'art et de création artisanale, ainsi qu'un café qui fonctionne comme espace culturel pour le quartier. |
|       | Château du Maure                               | Mudéjar               | c'est un bâtiment de deux étages qui ressemble à une forteresse mudéjar, il se caractérise par la profusion d'éléments arabesques comme des arcs en forme de fer à cheval, un dôme de bronze et mosaïques espagnols avec des scènes de Don Quichotte et des reproductions de peintures de Goya. Bâti par l'espagnol Anastasio Herrero Vitoria (1930), il est l'œuvre du catalan Gerardo Rovira et il a été l'ancienne résidence de Monseigneur Carlos Humberto Rodríguez Quirós. La maison est actuellement une résidence privée, ainsi qu'un café-restaurant. |
|       | Hôtel Brittania                                | Victorien             | La maison fut bâtie par l'immigrant espagnol Cipriano Herrero du Perano, fortuné producteur et exportateur de café. Elle possède une façade décorative de style victorien. Le logement fut remodelé en 1993 pour donner lieu à l'hôtel, bâti en brique et béton. La demeure compte avec des murs tapissés, divers ornements et meubles classiques. Le restaurant se trouve placé où était la cave de la résidence. La maison possède des jardins extérieurs et des corridors avec balustrade. |
|       | Hôtel Don Carlos                               | Victorien             | Il a été bâti en 1947 par l'l'archéologue et artiste originaire du Liechtenstein, Carlos Balser, dans l'intersection de la rue 9 et de l'avenue 9. Originellement appelée La Pension Canada, elle logea divers scientifiques qui visitaient le pays. L'endroit où se lève cet hôtel occupa l'endroit des résidences de deux anciens présidents du Costa Rica: Tomás Guardia Gutiérrez et en face celle de Julio Acosta García. Les appartements sont en bois, ainsi que les lits et le reste des meubles amenés de la Belgique. L'hôtel possède un espace appelé "Salle Coloniale" ainsi qu'une série de mosaiques que reproduisent des scènes de Concherías, poésie costaricienne de l'écrivain Aquileo Echeverría.                                                                                |
|       | Parc Zoologique Simón Bolívar                  | Zoo                   | Le premier parc zoologique et jardin botanique de l'histoire du Costa Rica se trouve encore sur la marge de la rivière Torres. Il héberge des divers exemplaires de mammifères, reptiles, oiseaux, amphibiens et poissons. Il conserve encore l'unique espace naturel protégé à l'intérieur de la ville de San José. |